# ۲-اکتین
۲-اکتین (به انگلیسی: 2-Octyne) با فرمول شیمیایی C8H14 یک ترکیب شیمیایی با شناسه پاب‌کم 
۱۷۷۶۹ است؛ که جرم مولی آن ۱۱۰٫۲۰۰ گرم بر مول می‌باشد.